# يان واتكن
يان واتكن (بالإنجليزية: Ian Watkin)‏ هو ممثل نيوزلندي، ولد في 25 يناير 1940، وتوفي في 18 مايو 2016.

## أعمال

### أفلام
- (2002)  هجوم المستنسخين[4][5][6]

## وصلات خارجية
- يان واتكن على موقع IMDb (الإنجليزية)
- يان واتكن على موقع ألو سيني (الفرنسية)
- يان واتكن على موقع أول موفي (الإنجليزية)
- يان واتكن على موقع قاعدة بيانات الأفلام السويدية (السويدية)
- يان واتكن على موقع ديسكوغز (الإنجليزية)
- يان واتكن على موقع قاعدة بيانات الفيلم (الإنجليزية)
- يان واتكن على موقع كينوبويسك (الروسية)